# Sidorejo (Deket)
Sidorejo is een bestuurslaag in het regentschap Lamongan van de provincie Oost-Java, Indonesië. Sidorejo telt 2427 inwoners (volkstelling 2010).